# Heinz Rollhäuser
Heinz Friedrich Wilhelm Rollhäuser (* 13. August 1919 in Schwanheim; † 28. März 2003 in Münster) war ein deutscher Mediziner.

## Leben
Rollhäuser war Sohn eines Chemikers und besuchte das Reformrealgymnasium in Kiel. Von 1938 bis 1944 studierte er Medizin in Kiel, Jena, München und Freiburg i.Br. Von 1941 bis 1944 leistete er Kriegsdienst bei der Marine. 1944 legte er in Freiburg i.Br. das medizinische Staatsexamen ab und wurde promoviert. 1945 geriet er in Kriegsgefangenschaft und kam 1946 wieder frei. Anschließend war er Verwalter einer wissenschaftlichen Assistentenstelle am Anatomischen Institut in Marburg, bevor er von 1948 bis 1949 Wissenschaftlicher Assistent in den USA, in Philadelphia, Seattle war. Ab 1949 war Rollhäuser dann Wissenschaftlicher Assistent, bzw. ab 1956 Oberassistent in Marburg, wo er 1950 auch habilitiert wurde. Anschließend war er an der Universität Gießen von 1958 bis 1960 beamteter außerordentlicher Professor, er hatte zwischen 1958 und 1959 zugleich die Lehrstuhlvertretung inne und war kommissarischer Direktor des Anatomischen Instituts. 1960 wurde er dann ordentlicher Professor der Anatomie sowie zugleich Direktor des Anatomischen Instituts. 1965 wurde er als Professor der Anatomie nach Münster berufen, wo er bis 1984 Lehrstuhlinhaber blieb. Von 1968 bis 1970 war Rollhäuser Rektor der Universität Münster.

## Schriften
- Ueber Gestalt und Bedeutung der Herzohren [1944] (Freiburg, Univ., Diss. 1944).
- Untersuchungen über den submikroskopischen Bau kollagener Fasern. [Akademische Verl.Ges.] [1950] (Marburg, Med. F., Hab.-Schr. v. 11. Nov. 1950).
- Gedanken zur Universitäts- und Studienreform: Vortrag anläßlich der Amtsübernahme <als Rektor der Westfälischen Wilhelms-Universität zu Münster> ; 17. Oktober 1968. In: Jahresschrift ... der Gesellschaft zur Förderung der Westfälischen Wilhelms-Universität zu Münster (1968), S. 43–56.